# Carl Ersson
Carl Ersson, född 24 augusti 1797 i Köpings landsförsamling, död 13 juni 1857 i Köpings landsförsamling, var rusthållare och riksdagsman. 
Carl Ersson var son till rusthållaren Erik Persson och Margareta Jonsdotter på Väster Vreta gård. Ersson övertog gården efter faderns död 1830 och var fjärdingsman och direktör i Åkerbo härads brandstodsbolag. Carl Ersson var riksdagsman i bondeståndet åren 1844-45, 1847-48, 1850-1851 och 1853-1854.
Han var gift 1825 med Charlotta Garff, 1801-1891, med vilken hade 11 barn, däribland sonen Carl Erik Carlson, riksdagsman i första kammaren. Dottern Margareta Charlotta Carlsson (1826-1908) var gift med sin kusin, färgerifabrikören i Köping, Carl Erik Eriksson (1824-1869), vars sonson var Hugo Ericsson.  
Hans farbror, rusthållare Anders Persson i Dömsta, Bro församling, var riksdagsman i bondeståndet 1815 och 1817-1818.